# Ruvigny
Ruvigny és un municipi francès situat al departament de l'Aube i a la regió del Gran Est. L'any 2007 tenia 408 habitants.

## Demografia

### Població
El 2007 la població de fet de Ruvigny era de 408 persones. Hi havia 150 famílies de les quals 22 eren unipersonals (18 homes vivint sols i 4 dones vivint soles), 51 parelles sense fills, 66 parelles amb fills i 11 famílies monoparentals amb fills.
La població ha evolucionat segons el següent gràfic:
Habitants censats

### Habitatges
El 2007 hi havia 153 habitatges, 149 eren l'habitatge principal de la família, 1 era una segona residència i 4 estaven desocupats. Tots els 153 habitatges eren cases. Dels 149 habitatges principals, 139 estaven ocupats pels seus propietaris, 7 estaven llogats i ocupats pels llogaters i 2 estaven cedits a títol gratuït; 9 tenien tres cambres, 41 en tenien quatre i 98 en tenien cinc o més. 127 habitatges disposaven pel capbaix d'una plaça de pàrquing. A 35 habitatges hi havia un automòbil i a 108 n'hi havia dos o més.

### Piràmide de població
La piràmide de població per edats i sexe el 2009 era:
| Homes | Edats   | Dones |
| ----- | ------- | ----- |
| 0     | 95 o +  | 0     |
| 0     | 90 a 94 | 0     |
| 4     | 85 a 89 | 0     |
| 0     | 80 a 84 | 4     |
| 0     | 75 a 79 | 4     |
| 0     | 70 a 74 | 4     |
| 12    | 65 a 69 | 0     |
| 0     | 60 a 64 | 8     |
| 20    | 55 a 59 | 16    |
| 16    | 50 a 54 | 12    |
| 20    | 45 a 49 | 12    |
| 16    | 40 a 44 | 24    |
| 16    | 35 a 39 | 16    |
| 20    | 30 a 34 | 8     |
| 12    | 25 a 29 | 8     |
| 8     | 20 a 24 | 16    |
| 16    | 15 a 19 | 16    |
| 24    | 10 a 14 | 12    |
| 20    | 5 a 9   | 32    |
| 16    | 0 a 4   | 8     |

## Economia
El 2007 la població en edat de treballar era de 261 persones, 211 eren actives i 50 eren inactives. De les 211 persones actives 204 estaven ocupades (108 homes i 96 dones) i 9 estaven aturades (4 homes i 5 dones). De les 50 persones inactives 25 estaven jubilades, 14 estaven estudiant i 11 estaven classificades com a «altres inactius».

### Ingressos
El 2009 a Ruvigny hi havia 163 unitats fiscals que integraven 457 persones, la mediana anual d'ingressos fiscals per persona era de 22.187 €.

### Activitats econòmiques
Dels 14 establiments que hi havia el 2007, 1 era d'una empresa de fabricació de material elèctric, 3 d'empreses de fabricació d'altres productes industrials, 7 d'empreses de construcció, 1 d'una empresa d'hostatgeria i restauració i 2 d'empreses de serveis.
Dels 6 establiments de servei als particulars que hi havia el 2009, 1 era un guixaire pintor, 3 fusteries, 1 lampisteria i 1 electricista.
L'any 2000 a Ruvigny hi havia 5 explotacions agrícoles.

## Equipaments sanitaris i escolars
El 2009 hi havia una escola maternal integrada dins d'un grup escolar amb les comunes properes formant una escola dispersa.

## Poblacions més properes
El següent diagrama mostra les poblacions més properes.